# Porcelaine kraak

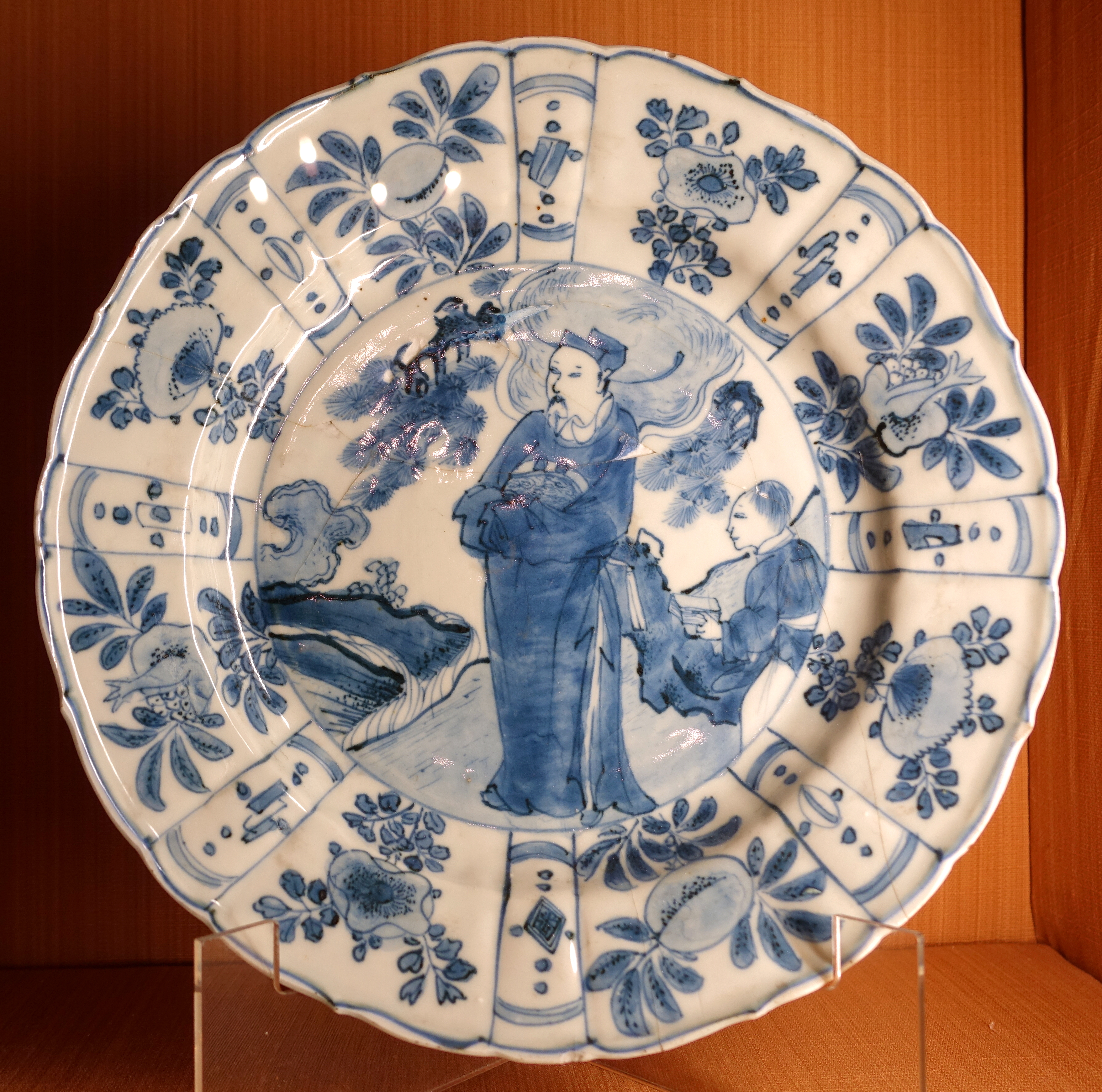
Plat de style porcelaine Kraak, dynastie Ming, XVIe siècle-XVIIe siècle, musée national des arts décoratifs de Madrid.

La porcelaine kraak, ou Kraak porcelain en anglais (néerlandais Kraakporselein), est un type de porcelaine exporté par la Chine, produit principalement durant le règne de  Wanli (1573-1620), mais aussi sous les règnes de  Tianqi (1620-1627) et de Chongzhen (1627-1644). Ce fut l'un des premiers produits exportés en grandes quantités de Chine vers l'Europe.
Cette production a « souffert d'imprécision dans sa définition », et sa dénomination a pu être utilisée pour de nombreuses variétés d'exportation de la porcelaine chinoise « bleu et blanc ». Au sens strict, elle « se distingue par la disposition de la décoration en panneaux rayonnants se terminant sur un bord en accolades connu pour sa facilité à s’ébrécher ». C'est un sous-groupe de la porcelaine de Jingdezhen, principalement constitué  de « bols profonds et de larges plats », décorés avec des motifs issus de la nature mais dans un style qui n'est pas utilisé sur les productions destinées au marché intérieur chinois.

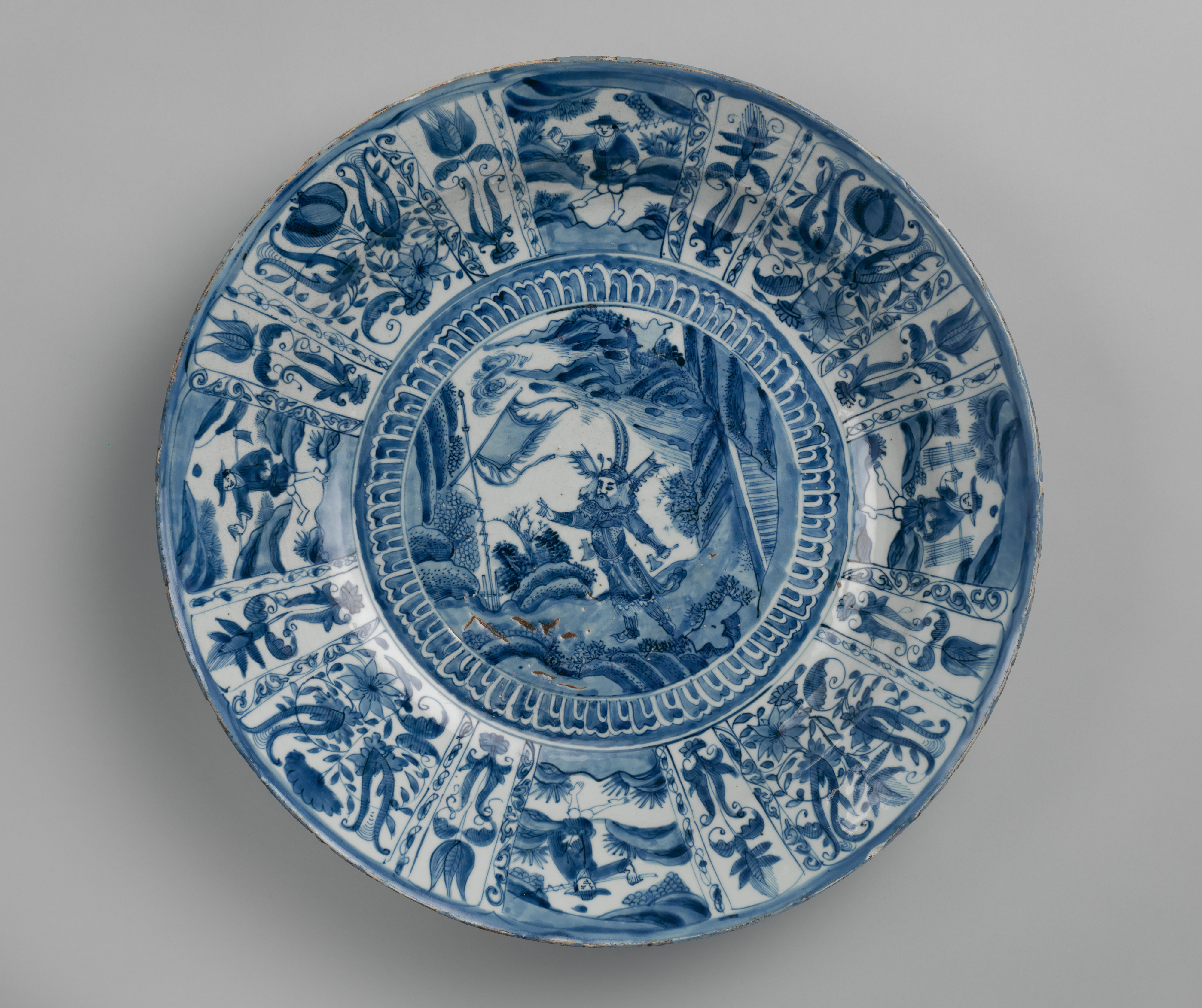
Plat de style porcelaine kraak, dynastie Ming (1368-1644) règne de Chongzhen (1627-1644), Metropolitan Museum of Art, New York.

## Origine du nom
Il est généralement admis que la porcelaine kraak tire son nom des bateaux portugais (caraques), dans lesquels elle était transportée. Le terme de caraque - ou caracca en italien ou en espagnol - est lui-même censé être un dérivé de l'arabe, où ce terme désigne les navires de commerce utilisés dans le commerce méditerranéen à l'époque de la Renaissance : qaraquir, signifiait tout simplement « des navires marchands ».
Bien que le lien avec les caraques soit généralement admis comme étant la racine de la dénomination de la porcelaine kraak, d'autres origines ont parfois  été proposées. Par exemple, Rinaldi rappelle qu'en néerlandais le verbe kraken signifie  casser -  une caractéristique qui est  évidemment commune aux productions de type porcelaine Kraak. En outre, dans la Frise -  dans le nord des Pays-Bas - le terme désigne le type d'étagères où sont souvent présentées les porcelaines "bleu et blanc",.

## Style

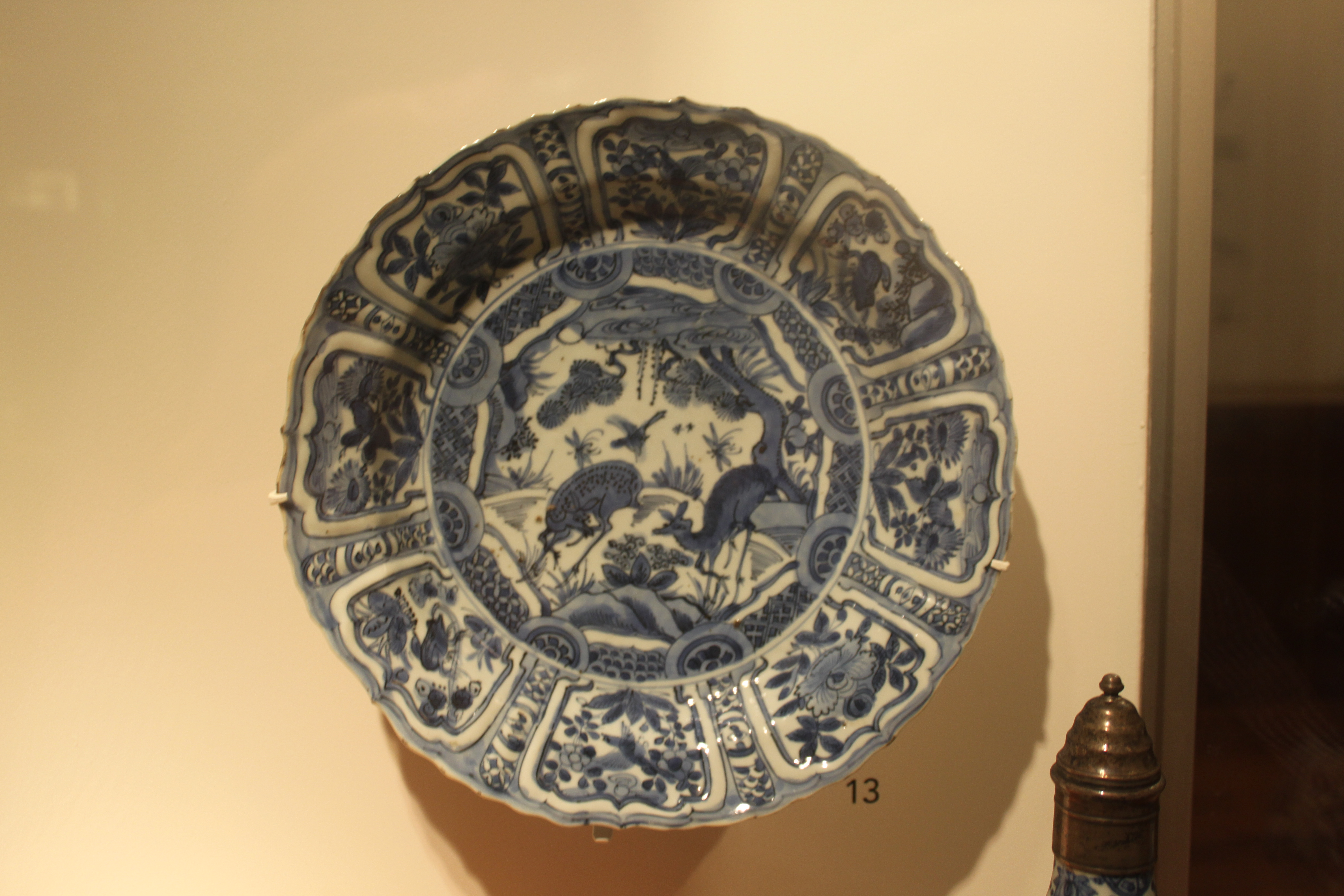
Plat en porcelaine kraak, - Dynastie Ming (1368-1644) - Règne de Wanli (1573-1620), vers 1580-1600 - Porcelaine, bleu de cobalt sous glaçure, Musée Guimet.

La porcelaine de Kraak est généralement peinte sous glaçure, de couleur bleu de cobalt, dans un procédé  perfectionné sous la dynastie des Ming, bien que quelques exemples de plats peints sur glaçure ont été répertoriés. La porcelaine Krak est souvent décorée selon des variations de motifs traditionnels se trouvant sur la porcelaine chinoise, tels que des fleurs stylisées (pivoines et chrysanthèmes) et les signes bouddhistes de bon augure. Cependant, la principale caractéristique de la porcelaine kraak est la décoration selon des panneaux rayonnants.
Les types de vaisselle produits comprennent  des plats, des bols et des vases. Les bols se répartissent globalement en deux groupes : le premier est un bol profond de style traditionnel chinois, sans rebord spécifique. Le deuxième groupe forme les bols appelés  klapmutsen. Un bol klapmuts est quelque peu semblable à ce que nous appellerions aujourd'hui un bol à soupe, sur un fond large, avec un bord évasé, dans un style qui était nouveau dans les productions chinoises, et qui semble avoir été exclusivement exporté vers l'Europe. (Deux exemples de ce genre sont au centre de la Nature morte de Heem ci-dessous: l'un contient des fruits, et l'autre un jambon.) La spécialiste Maura Rinaldi estime que ce type de production a été spécialement conçu pour servir une clientèle européenne, car il ne semble pas y avoir d'autres exemples ailleurs dans le monde, même dans la collection impressionnante de porcelaine kraak du  Palais de Topkapı (par ailleurs la plus importante collection de porcelaine kraak dans le monde). Du fait de l'importance des soupes et des ragoûts dans la nourriture des Européens, Rinaldi suggère que les klapmutsen ont été élaborés afin de satisfaire une contrainte spécifique, car la cuillère en métal utilisée en Europe, lourde et à long manche, aurait renversé et ébréché la haute paroi du bol chinois original.

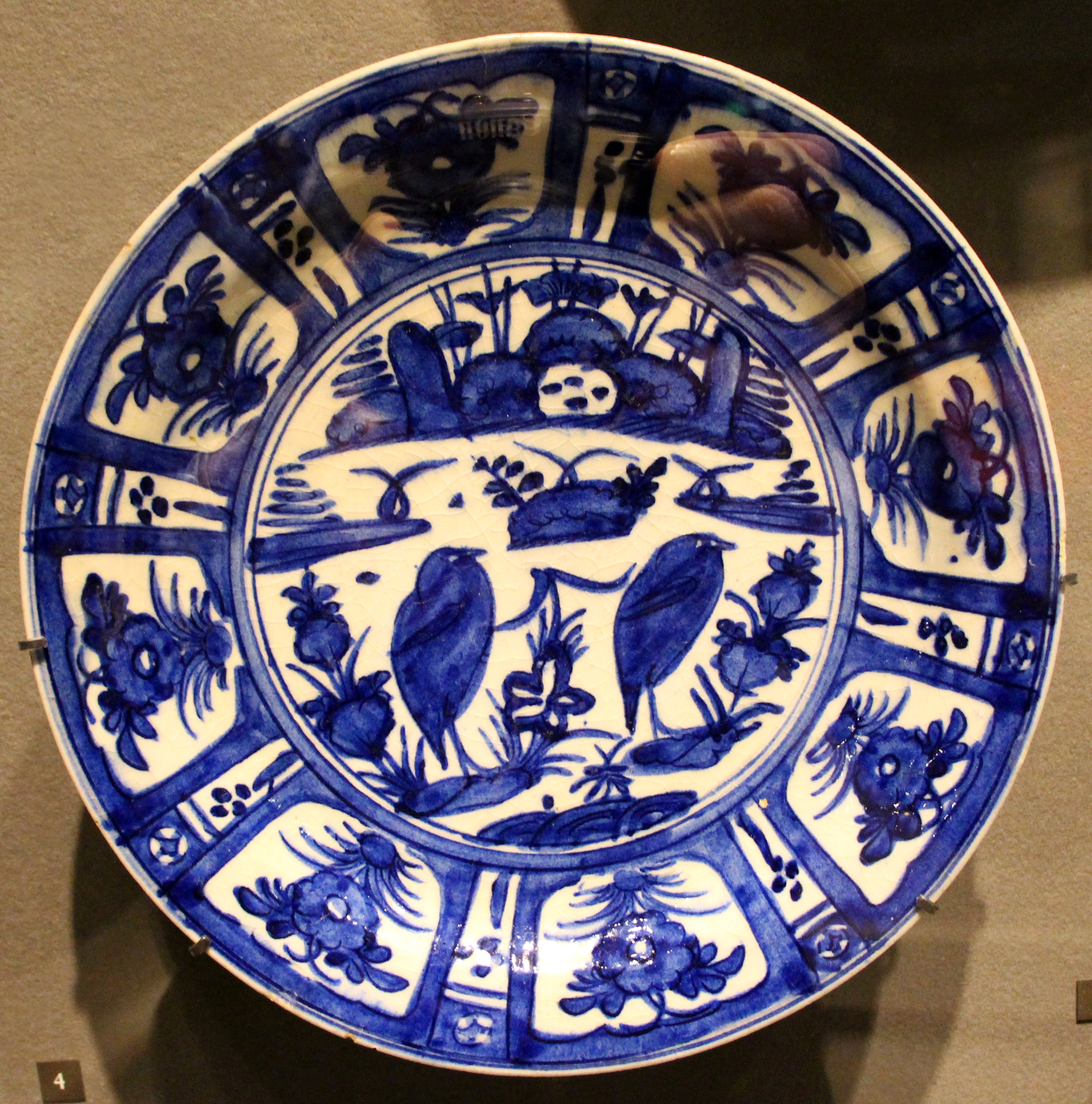
Imitation de la porcelaine kraak : Plat aux deux oiseaux, Iran, milieu du XVIIe siècle - Céramique siliceuse, décor peint sous glaçure transparente - Département des arts de l'Islam du musée du Louvre.

La qualité de la porcelaine utilisée pour fabriquer les porcelaines kraak fait l'objet de discussions parmi les chercheurs ; certains prétendent qu'elle est très bonne, et, dans certains cas, impossible à distinguer de celle produite sur le marché intérieur,, d'autres avancent que c'est une pale déclinaison de la fine céramique que la Chine était en mesure de produire. La position de Rinaldi est plus équilibrée, notant qu'elle « constitue une catégorie médiane, entre des fabrications beaucoup plus lourdes et souvent grossières, et des productions vraiment plus fines ». Ainsi, du point de vue général de la fabrication de la céramique en Chine, la porcelaine kraak se situe entre les meilleurs exemples et un type de production provinciale comme la céramique de Swatow vaisselle, faite également pour l'exportation, mais vers l'Asie du Sud-Est.

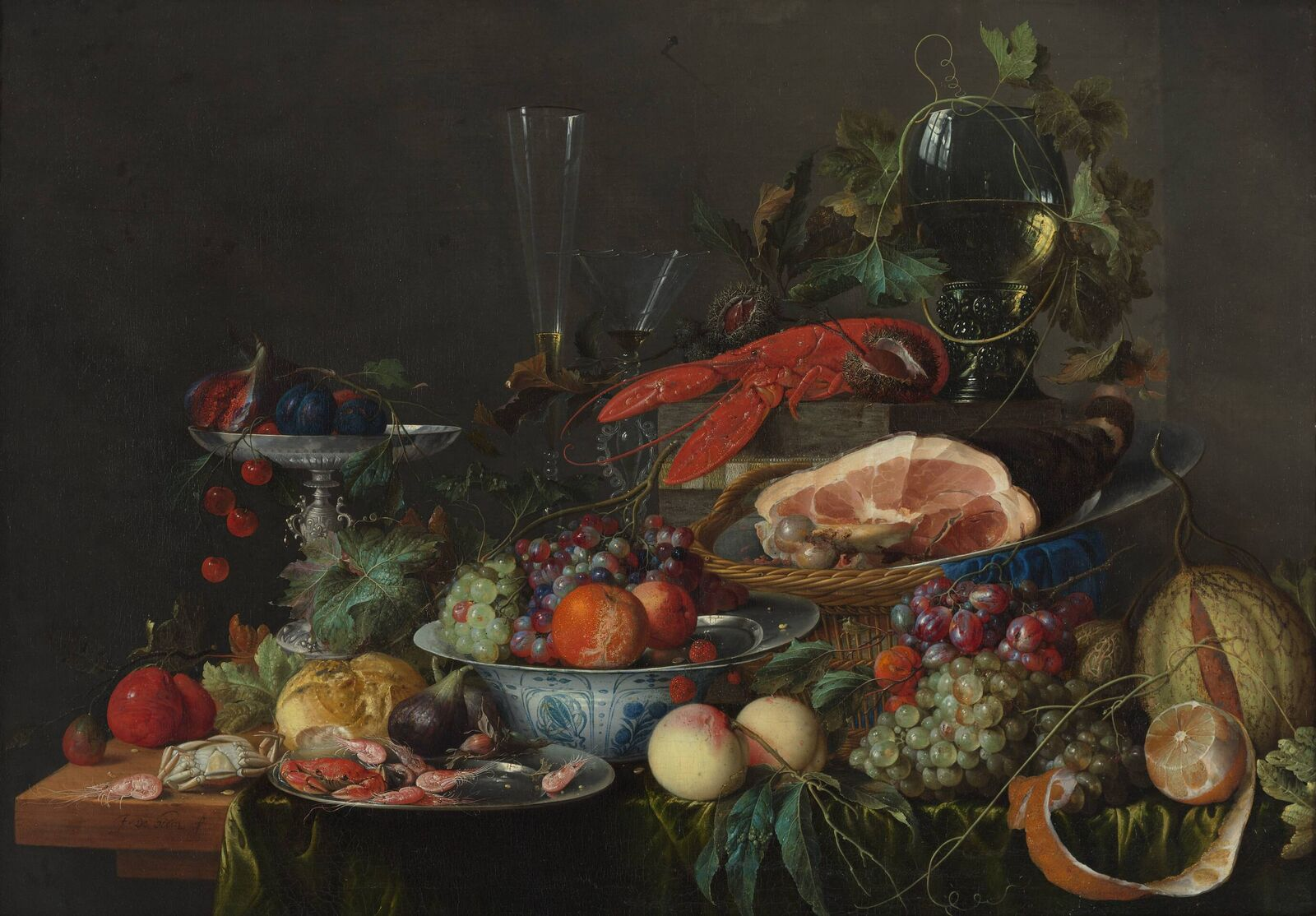
Jan Davidsz de Heem, Nature morte avec des Fruits et du Homard, deuxième moitié du XVIIe siècle, huile sur toile, ; Musée Boymans-van Beuningen, Rotterdam

## Influence
La porcelaine kraak a été copiée et imitée dans le monde entier, par les potiers de Arita au Japon comme par l'Iran safavide, vers qui les marchands hollandais se sont tournés quand, après la chute de la dynastie des Ming en 1644, les originaux chinois n'étaient plus disponibles, — et, finalement, à Delft.
La porcelaine kraak a souvent été représentée dans des peintures hollandaises de nature morte comme on peut le voir dans le tableau de Jan Davidsz de Heem à droite. Ce fut aussi le cas pour les peintres Osias Beert et Floris van Dijck.

## Perspectives
Aujourd'hui des informations peuvent encore être apportées sur la porcelaine kraak dans le cadre des fouilles d' épaves par les archéologues sous-marins. Comme l'épave peut généralement être datée avec un certain degré de certitude, son contenu fournit un aperçu clair de la production au moment où le navire a sombré. En outre, son emplacement peut également indiquer son point de destination, révélant ainsi beaucoup sur les routes de commerce international. On peut citer la découverte en 1976 d'une quantité impressionnante de porcelaines kraak dans l'épave du Wiite Leeuw, un indiaman de la Compagnie néerlandaise des Indes orientales qui sombra près de l'ile de Sainte-Hélène lors de son voyage de retour de Chine.